# 江津高铁站 (地铁)
江津高铁站是重庆轨道交通江跳线的一个中途站，该站于2022年8月6日开通运营。该站可与渝昆高速铁路的江津北站换乘。